# قطعنامه ۸۹۹ شورای امنیت
قطعنامه ۸۹۹ شورای امنیت سازمان ملل متحد که در تاریخ ۰۴ مارس ۱۹۹۴ تصویب شد، سندی بین‌المللی دربارهٔ عراق-کویت است. این قطعنامه طی نشست ۳۳۴۳ام با ۱۵ رای موافق، ۰ مخالف و ۰ ممتنع تصویب شد.